# Emil Paur
Emil Paur (ur. 29 sierpnia 1855 w Czerniowcach, zm. 7 czerwca 1932 we Frydku) – austriacki dyrygent i skrzypek.

## Życiorys
Podstaw muzyki uczył się u swojego ojca, dyrygenta Wiener Musikverein. W wieku 8 lat po raz pierwszy wystąpił publicznie, grając na skrzypcach i fortepianie. W latach 1866–1870 studiował w konserwatorium w Wiedniu u Juliusa Epsteina (fortepian), Felixa Otto Dessoffa (kompozycja), Josefa Hellmesbergera (skrzypce) oraz Antona Brucknera (kontrapunkt). Od 1870 roku był pierwszym skrzypkiem i solistą orkiestry Opery Wiedeńskiej. Po 1876 roku piastował funkcję dyrygenta w Kassel i Królewcu, w latach 1880–1891 był dyrygentem opery dworskiej w Mannheimie. Od 1891 do 1893 roku dyrygował Stadttheater w Lipsku.
W latach 1893–1898, jako następca Arthura Nikischa, prowadził Bostońską Orkiestrę Symfoniczną. Od 1898 do 1902 roku był dyrektorem muzycznym Filharmonii Nowojorskiej, a także dyrektorem nowojorskiego National Conservatory of Music. W sezonie 1899/1900 dyrygował operami Richarda Wagnera w Metropolitan Opera. W latach 1902–1904 odbył tournée po Europie, gościnnie dyrygując wieloma orkiestrami. Od 1904 do 1910 roku był dyrektorem muzycznym Pittsburgh Symphony Orchestra. W 1912 roku otrzymał posadę dyrygenta Königliche Oper w Berlinie, jednak po zaledwie dwóch miesiącach zrezygnował z tej funkcji wskutek konfliktu z zarządem.
Działał również jako kompozytor, skomponował m.in. Koncert fortepianowy b-moll (1909), symfonię „In der Natur” (prawyk. 1909), Koncert skrzypcowy, ponadto utwory kameralne i fortepianowe oraz pieśni.